# Prague Film School
Prague Film School (Pražská filmová škola) je soukromá filmová škola situovaná v Praze v České republice. Nabízí kurzy v oborech kinematografie, filmové režie, psaní scénářů, stříhání a filmového herectví.

## Historie
Pražská filmová škola byla založena jako instituce, která by mohla poskytnout budoucím filmařům praktickou průpravu do filmového odvětví po teoretické i praktické části. Je orientovaná na mezinárodní studenty/frekventanty, výuka probíhá v angličtině. Jedná se o českou (v Česku sídlící) obdobu jiných již existujících institucí (mnohých filmových škol a institutů v USA a evropských metropolích). Před rokem 2007 se jednalo o převážně teoretickou přípravu, po tomto roce připravila programy pro dokumentaristy a herectví a v následujících letech rozdělila své kurzy podle délky trvání (půlroční a roční denní studium). Dnes přijme přibližně dvě stovky studentů ročně. Krom denního studia nabízí v rámci filmařského kurzu čtyřtýdenní letní workshop, jehož součástí je pro každého studenta možnost produkce jednoho krátkého filmu s možností zapůjčení školní filmové techniky.
Tato škola je často zaměňována s FAMU, i když se jedná o dvě různé školy. Někteří zahraniční studenti se na tuto školu hlásí v domnění, že se hlásí na FAMU.

## Programy
Aktuální programy Pražské filmové školy jsou:
- (Narrative) Filmmaking – s možností dvouletého studia se specializací na režii nebo kameru
- Documentary Filmmaking
- Acting for Film

## Známí studenti
- Levi Meaden (* 1987), kanadský herec (Aftermath, The Killing)[2]
- Raam Reddy, indický režisér (Thithi)[3]
- Rachel House (* 1971), herečka z Nového Zélandu (Whale Rider, Moana)[4]